# Supercoppa italiana
För andra betydelser, se Supercoppa italiana (olika betydelser).

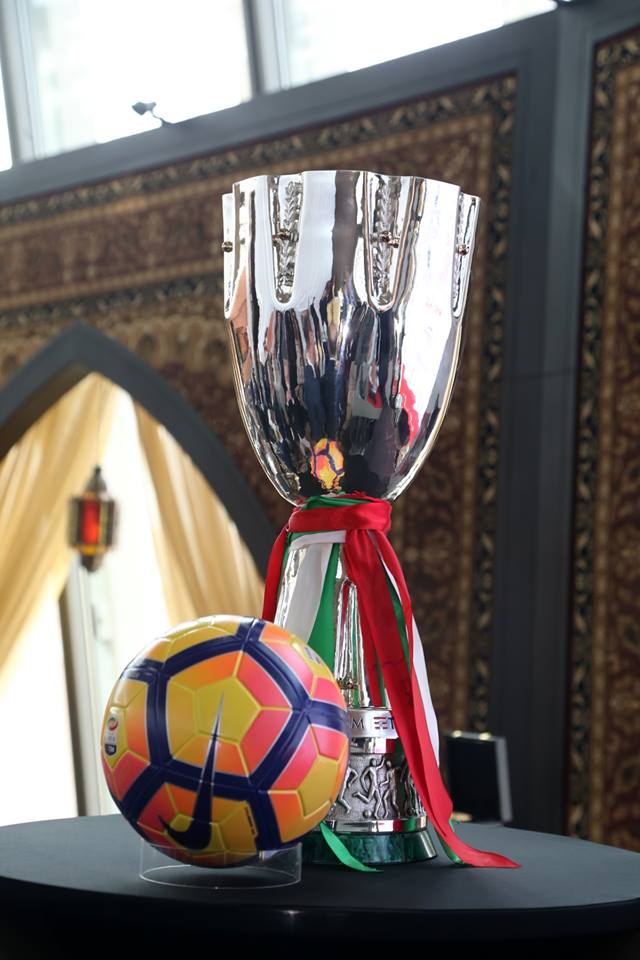
Supercoppa Italiana-trofén

Supercoppa italiana (svenska: Italienska supercupen), officiellt Coca-Cola Supercoppa är en match som spelas i december varje år mellan vinnaren av Serie A och vinnaren av Coppa Italia (italienska cupen).
Normalt spelas matchen på hemmaplan till vinnaren av Serie A, men det sker att man gör avsteg från detta. Vid fyra tillfällen har matchen spelats utanför landets gränser: 1993 i USA, 2002 i Libyen och vid matcherna för 2009 och 2011 spelade man i Kina. Sedan 2018 har man spelat Italienska Supercupen i Saudiarabien, med den senaste upplagan spelad i Riyadh.
Den första turnering vanns av AC Milan och den som vunnit turneringen flest gånger är Juventus (nio vinster). Den senaste vinnaren var Milan som slog Inter med 2-3. Cupen har spelats sedan 1988.
Coca Cola köpte namnrättigheterna 2019. Sedan dess har den Italienska Supercupen bytt namn till Coca-Cola Supercoppa från Supercoppa TIM.

## Matcher genom åren

### 1980-talet
| 1988 | 14/06/1989 | AC Milan                                       | 3 – 1           | Sampdoria  | Stadio Giuseppe Meazza                 |                                        |
|      |            | Rijkaard 18′ Mannari 72′ van Basten 90′ (str.) | (1 – 1) Rapport | Vialli 14′ | Milano Domare: Pietro D'Elia (Italien) | Milano Domare: Pietro D'Elia (Italien) |
|      |            |                                                |                 |            | Milano Domare: Pietro D'Elia (Italien) | Milano Domare: Pietro D'Elia (Italien) |
|      |            |                                                |                 |            | Milano Domare: Pietro D'Elia (Italien) | Milano Domare: Pietro D'Elia (Italien) |

| 1989 | 29/09/1989 | Inter                 | 2 – 0           | Sampdoria | Stadio Giuseppe Meazza                              |                                                     |
|      |            | Cucchi 37′ Serena 86′ | (1 – 0) Rapport |           | Milano Publik: 7 221 Domare: Carlo Longhi (Italien) | Milano Publik: 7 221 Domare: Carlo Longhi (Italien) |
|      |            |                       |                 |           | Milano Publik: 7 221 Domare: Carlo Longhi (Italien) | Milano Publik: 7 221 Domare: Carlo Longhi (Italien) |
|      |            |                       |                 |           | Milano Publik: 7 221 Domare: Carlo Longhi (Italien) | Milano Publik: 7 221 Domare: Carlo Longhi (Italien) |

### 1990-talet
| 1990        | 01/09/1990  | Napoli                                     | 5 – 1           | Juventus   | Stadio San Paolo                                     |                                                      |
| 20:30 UTC+1 | 20:30 UTC+1 | Silenzi 8′, 45′ Careca 20′, 71′ Crippa 44′ | (4 – 1) Rapport | Baggio 39′ | Neapel Publik: 78 000 Domare: Carlo Longhi (Italien) | Neapel Publik: 78 000 Domare: Carlo Longhi (Italien) |
| 20:30 UTC+1 | 20:30 UTC+1 |                                            |                 |            | Neapel Publik: 78 000 Domare: Carlo Longhi (Italien) | Neapel Publik: 78 000 Domare: Carlo Longhi (Italien) |
| 20:30 UTC+1 | 20:30 UTC+1 |                                            |                 |            | Neapel Publik: 78 000 Domare: Carlo Longhi (Italien) | Neapel Publik: 78 000 Domare: Carlo Longhi (Italien) |

| 1991  | 24/08/1991 | Sampdoria   | 1 – 0           | Roma | Stadio Luigi Ferraris                 |                                       |
| 20:30 | 20:30      | Mancini 75′ | (0 – 0) Rapport |      | Genua Domare: Tullio Lanese (Italien) | Genua Domare: Tullio Lanese (Italien) |
| 20:30 | 20:30      |             |                 |      | Genua Domare: Tullio Lanese (Italien) | Genua Domare: Tullio Lanese (Italien) |
| 20:30 | 20:30      |             |                 |      | Genua Domare: Tullio Lanese (Italien) | Genua Domare: Tullio Lanese (Italien) |

| 1992  | 30/08/1992 | AC Milan                   | 2 – 1           | Parma            | Stadio Giuseppe Meazza                                     |                                                            |
| 20:30 | 20:30      | van Basten 14′ Massaro 70′ | (1 – 1) Rapport | Melli 45′ (str.) | Milano Publik: 30 102 Domare: Pierluigi Pairetto (Italien) | Milano Publik: 30 102 Domare: Pierluigi Pairetto (Italien) |
| 20:30 | 20:30      |                            |                 |                  | Milano Publik: 30 102 Domare: Pierluigi Pairetto (Italien) | Milano Publik: 30 102 Domare: Pierluigi Pairetto (Italien) |
| 20:30 | 20:30      |                            |                 |                  | Milano Publik: 30 102 Domare: Pierluigi Pairetto (Italien) | Milano Publik: 30 102 Domare: Pierluigi Pairetto (Italien) |

| 1993        | 21/08/1993  | AC Milan  | 1 – 0           | Torino | RFK Stadium                                                    |                                                                |
| 14:45 UTC-4 | 14:45 UTC-4 | Simone 4′ | (1 – 0) Rapport |        | Washington, D.C., USA Publik: 25 268 Domare: Helder Dias (USA) | Washington, D.C., USA Publik: 25 268 Domare: Helder Dias (USA) |
| 14:45 UTC-4 | 14:45 UTC-4 |           |                 |        | Washington, D.C., USA Publik: 25 268 Domare: Helder Dias (USA) | Washington, D.C., USA Publik: 25 268 Domare: Helder Dias (USA) |
| 14:45 UTC-4 | 14:45 UTC-4 |           |                 |        | Washington, D.C., USA Publik: 25 268 Domare: Helder Dias (USA) | Washington, D.C., USA Publik: 25 268 Domare: Helder Dias (USA) |

| 1994                              | 28/08/1994                 | AC Milan                                  | 1 – 1           | Sampdoria      | Stadio Giuseppe Meazza                                     |                                                            |
|                                   |                            | Gullit 83′                                | (0 – 1) Rapport | Mihajlović 36′ | Milano Publik: 26 767 Domare: Pierluigi Pairetto (Italien) | Milano Publik: 26 767 Domare: Pierluigi Pairetto (Italien) |
|                                   |                            |                                           |                 |                | Milano Publik: 26 767 Domare: Pierluigi Pairetto (Italien) | Milano Publik: 26 767 Domare: Pierluigi Pairetto (Italien) |
| Albertini Boban Simone Costacurta | Straffsparksläggning 4 – 3 | Platt Vierchowod Evani Jugović Mihajlović |                 |                | Milano Publik: 26 767 Domare: Pierluigi Pairetto (Italien) | Milano Publik: 26 767 Domare: Pierluigi Pairetto (Italien) |

| 1995      | 17/01/1996 | Juventus   | 1 – 0           | Parma | Stadio delle Alpi                                     |                                                       |
| 20:30 CET | 20:30 CET  | Vialli 33′ | (1 – 0) Rapport |       | Turin Publik: 5 289 Domare: Piero Ceccarini (Italien) | Turin Publik: 5 289 Domare: Piero Ceccarini (Italien) |
| 20:30 CET | 20:30 CET  |            |                 |       | Turin Publik: 5 289 Domare: Piero Ceccarini (Italien) | Turin Publik: 5 289 Domare: Piero Ceccarini (Italien) |
| 20:30 CET | 20:30 CET  |            |                 |       | Turin Publik: 5 289 Domare: Piero Ceccarini (Italien) | Turin Publik: 5 289 Domare: Piero Ceccarini (Italien) |

| 1996       | 25/08/1996 | AC Milan      | 1 – 2           | Fiorentina         | Stadio Giuseppe Meazza                                   |                                                          |
| 20:30 CEST | 20:30 CEST | Savićević 22′ | (1 – 1) Rapport | Batistuta 12′, 83′ | Milano Publik: 29 582 Domare: Fiorenzo Treossi (Italien) | Milano Publik: 29 582 Domare: Fiorenzo Treossi (Italien) |
| 20:30 CEST | 20:30 CEST |               |                 |                    | Milano Publik: 29 582 Domare: Fiorenzo Treossi (Italien) | Milano Publik: 29 582 Domare: Fiorenzo Treossi (Italien) |
| 20:30 CEST | 20:30 CEST |               |                 |                    | Milano Publik: 29 582 Domare: Fiorenzo Treossi (Italien) | Milano Publik: 29 582 Domare: Fiorenzo Treossi (Italien) |

| 1997       | 23/08/1997 | Juventus                  | 3 – 0           | Vicenza | Stadio delle Alpi                                    |                                                      |
| 20:30 CEST | 20:30 CEST | Inzaghi 4′, 10′ Conte 80′ | (2 – 0) Rapport |         | Turin Publik: 15 000 Domare: Livio Bazzoli (Italien) | Turin Publik: 15 000 Domare: Livio Bazzoli (Italien) |
| 20:30 CEST | 20:30 CEST |                           |                 |         | Turin Publik: 15 000 Domare: Livio Bazzoli (Italien) | Turin Publik: 15 000 Domare: Livio Bazzoli (Italien) |
| 20:30 CEST | 20:30 CEST |                           |                 |         | Turin Publik: 15 000 Domare: Livio Bazzoli (Italien) | Turin Publik: 15 000 Domare: Livio Bazzoli (Italien) |

| 1998       | 29/08/1998 | Juventus             | 1 – 2           | Lazio                         | Stadio delle Alpi                                     |                                                       |
| 20:30 CEST | 20:30 CEST | Del Piero 87′ (sjm.) | (0 – 1) Rapport | Nedvěd 37′ S. Conceição 90+4′ | Turin Publik: 16 500 Domare: Roberto Bettin (Italien) | Turin Publik: 16 500 Domare: Roberto Bettin (Italien) |
| 20:30 CEST | 20:30 CEST |                      |                 |                               | Turin Publik: 16 500 Domare: Roberto Bettin (Italien) | Turin Publik: 16 500 Domare: Roberto Bettin (Italien) |
| 20:30 CEST | 20:30 CEST |                      |                 |                               | Turin Publik: 16 500 Domare: Roberto Bettin (Italien) | Turin Publik: 16 500 Domare: Roberto Bettin (Italien) |

| 1999 | 21/08/1999 | AC Milan             | 1 – 2           | Parma                       | Stadio Giuseppe Meazza                                    |                                                           |
|      |            | Guglielminpietro 54′ | (0 – 0) Rapport | Crespo 66′ Boghossian 90+2′ | Milano Publik: 25 000 Domare: Gennaro Borriello (Italien) | Milano Publik: 25 000 Domare: Gennaro Borriello (Italien) |
|      |            |                      |                 |                             | Milano Publik: 25 000 Domare: Gennaro Borriello (Italien) | Milano Publik: 25 000 Domare: Gennaro Borriello (Italien) |
|      |            |                      |                 |                             | Milano Publik: 25 000 Domare: Gennaro Borriello (Italien) | Milano Publik: 25 000 Domare: Gennaro Borriello (Italien) |

### 2000-talet
| 2000       | 08/09/2000 | Lazio                                              | 4 – 3           | Inter                            | Stadio Olimpico                                     |                                                     |
| 21:00 CEST | 21:00 CEST | López 33′, 38′ Mihajlović 47′ (str.) Stanković 74′ | (2 – 1) Rapport | Keane 2′ Farinós 61′ Vampeta 75′ | Rom Publik: 65 000 Domare: Stefano Farina (Italien) | Rom Publik: 65 000 Domare: Stefano Farina (Italien) |
| 21:00 CEST | 21:00 CEST |                                                    |                 |                                  | Rom Publik: 65 000 Domare: Stefano Farina (Italien) | Rom Publik: 65 000 Domare: Stefano Farina (Italien) |
| 21:00 CEST | 21:00 CEST |                                                    |                 |                                  | Rom Publik: 65 000 Domare: Stefano Farina (Italien) | Rom Publik: 65 000 Domare: Stefano Farina (Italien) |

| 2001       | 19/08/2001 | Roma                              | 3 – 0           | Fiorentina | Stadio Olimpico                                      |                                                      |
| 20:45 CEST | 20:45 CEST | Candela 6′ Montella 53′ Totti 83′ | (1 – 0) Rapport |            | Rom Publik: 61 050 Domare: Graziano Cesari (Italien) | Rom Publik: 61 050 Domare: Graziano Cesari (Italien) |
| 20:45 CEST | 20:45 CEST |                                   |                 |            | Rom Publik: 61 050 Domare: Graziano Cesari (Italien) | Rom Publik: 61 050 Domare: Graziano Cesari (Italien) |
| 20:45 CEST | 20:45 CEST |                                   |                 |            | Rom Publik: 61 050 Domare: Graziano Cesari (Italien) | Rom Publik: 61 050 Domare: Graziano Cesari (Italien) |

| 2002      | 25/08/2002 | Juventus           | 2 – 1           | Parma       | 11 juni-stadion                                                 |                                                                 |
| 21:00 CET | 21:00 CET  | Del Piero 38′, 73′ | (1 – 0) Rapport | Di Vaio 64′ | Tripoli, Libyen Publik: 40 000 Domare: Stefano Farina (Italien) | Tripoli, Libyen Publik: 40 000 Domare: Stefano Farina (Italien) |
| 21:00 CET | 21:00 CET  |                    |                 |             | Tripoli, Libyen Publik: 40 000 Domare: Stefano Farina (Italien) | Tripoli, Libyen Publik: 40 000 Domare: Stefano Farina (Italien) |
| 21:00 CET | 21:00 CET  |                    |                 |             | Tripoli, Libyen Publik: 40 000 Domare: Stefano Farina (Italien) | Tripoli, Libyen Publik: 40 000 Domare: Stefano Farina (Italien) |

| 2003      | 03/08/2003 | Juventus                                        | 1 – 1 (e.fl.)              | AC Milan                     | Giants Stadium                                                                      |                                                                                     |
| 15:00 EST | 15:00 EST  | Trezeguet 105+3′                                | (0 – 0, 0 – 0) Rapport     | Pirlo 105+2′ (str.)          | East Rutherford, New Jersey, USA Publik: 54 128 Domare: Pierluigi Collina (Italien) | East Rutherford, New Jersey, USA Publik: 54 128 Domare: Pierluigi Collina (Italien) |
| 15:00 EST | 15:00 EST  |                                                 |                            |                              | East Rutherford, New Jersey, USA Publik: 54 128 Domare: Pierluigi Collina (Italien) | East Rutherford, New Jersey, USA Publik: 54 128 Domare: Pierluigi Collina (Italien) |
| 15:00 EST | 15:00 EST  | Di Vaio Trezeguet Birindelli Camoranesi Ferrara | Straffsparksläggning 5 – 3 | Pirlo Serginho Brocchi Nesta | East Rutherford, New Jersey, USA Publik: 54 128 Domare: Pierluigi Collina (Italien) | East Rutherford, New Jersey, USA Publik: 54 128 Domare: Pierluigi Collina (Italien) |

| 2004       | 21/08/2004 | AC Milan                 | 3 – 0           | Lazio | Stadio Giuseppe Meazza                                    |                                                           |
| 20:45 CEST | 20:45 CEST | Sjevtjenko 36′, 43′, 77′ | (2 – 0) Rapport |       | Milano Publik: 33 274 Domare: Pierluigi Collina (Italien) | Milano Publik: 33 274 Domare: Pierluigi Collina (Italien) |
| 20:45 CEST | 20:45 CEST |                          |                 |       | Milano Publik: 33 274 Domare: Pierluigi Collina (Italien) | Milano Publik: 33 274 Domare: Pierluigi Collina (Italien) |
| 20:45 CEST | 20:45 CEST |                          |                 |       | Milano Publik: 33 274 Domare: Pierluigi Collina (Italien) | Milano Publik: 33 274 Domare: Pierluigi Collina (Italien) |

| 2005       | 20/08/2005 | Juventus | 0 – 1 (e.fl.)          | Inter     | Stadio delle Alpi                                        |                                                          |
| 21:00 CEST | 21:00 CEST |          | (0 – 0, 0 – 0) Rapport | Verón 96′ | Turin Publik: 35 246 Domare: Massimo De Santis (Italien) | Turin Publik: 35 246 Domare: Massimo De Santis (Italien) |
| 21:00 CEST | 21:00 CEST |          |                        |           | Turin Publik: 35 246 Domare: Massimo De Santis (Italien) | Turin Publik: 35 246 Domare: Massimo De Santis (Italien) |
| 21:00 CEST | 21:00 CEST |          |                        |           | Turin Publik: 35 246 Domare: Massimo De Santis (Italien) | Turin Publik: 35 246 Domare: Massimo De Santis (Italien) |

| 2006       | 26/08/2006 | Inter                               | 4 – 3 (e.fl.)   | Roma                          | Stadio Giuseppe Meazza                                       |                                                              |
| 20:45 CEST | 20:45 CEST | Vieira 44′, 74′ Crespo 65′ Figo 94′ | (1 – 3) Rapport | Mancini 13′ Aquilani 25′, 34′ | Milano Publik: 45 528 Domare: Massimiliano Saccani (Italien) | Milano Publik: 45 528 Domare: Massimiliano Saccani (Italien) |
| 20:45 CEST | 20:45 CEST |                                     |                 |                               | Milano Publik: 45 528 Domare: Massimiliano Saccani (Italien) | Milano Publik: 45 528 Domare: Massimiliano Saccani (Italien) |
| 20:45 CEST | 20:45 CEST |                                     |                 |                               | Milano Publik: 45 528 Domare: Massimiliano Saccani (Italien) | Milano Publik: 45 528 Domare: Massimiliano Saccani (Italien) |

| 2007       | 19/08/2007 | Inter | 0 – 1           | Roma                | Stadio Giuseppe Meazza                                  |                                                         |
| 20:45 CEST | 20:45 CEST |       | (0 – 0) Rapport | De Rossi 78′ (str.) | Milano Publik: 34 898 Domare: Roberto Rosetti (Italien) | Milano Publik: 34 898 Domare: Roberto Rosetti (Italien) |
| 20:45 CEST | 20:45 CEST |       |                 |                     | Milano Publik: 34 898 Domare: Roberto Rosetti (Italien) | Milano Publik: 34 898 Domare: Roberto Rosetti (Italien) |
| 20:45 CEST | 20:45 CEST |       |                 |                     | Milano Publik: 34 898 Domare: Roberto Rosetti (Italien) | Milano Publik: 34 898 Domare: Roberto Rosetti (Italien) |

| 2008      | 24/08/2008 | Inter                                                             | 2 – 2                      | Roma                                                        | Stadio Giuseppe Meazza                                       |                                                              |
| 20:45 CET | 20:45 CET  | Muntari 18′ Balotelli 84′                                         | (1 – 0) Rapport            | De Rossi 60′ Vučinić 90+1′                                  | Milano Publik: 43 400 Domare: Massimiliano Saccani (Italien) | Milano Publik: 43 400 Domare: Massimiliano Saccani (Italien) |
| 20:45 CET | 20:45 CET  |                                                                   |                            |                                                             | Milano Publik: 43 400 Domare: Massimiliano Saccani (Italien) | Milano Publik: 43 400 Domare: Massimiliano Saccani (Italien) |
| 20:45 CET | 20:45 CET  | Ibrahimović Balotelli Stanković Maxwell Cambiasso Jiménez Zanetti | Straffsparksläggning 6 – 5 | Vučinić Júlio Baptista De Rossi Cassetti Totti Pizarro Juan | Milano Publik: 43 400 Domare: Massimiliano Saccani (Italien) | Milano Publik: 43 400 Domare: Massimiliano Saccani (Italien) |

| 2009        | 08/08/2009  | Inter     | 1 – 2           | Lazio                    | Pekings Nationalstadion                                       |                                                               |
| 20:00 UTC+8 | 20:00 UTC+8 | Eto'o 78′ | (0 – 0) Rapport | Matuzalém 63′ Rocchi 66′ | Peking, Kina Publik: 68 961 Domare: Emidio Morganti (Italien) | Peking, Kina Publik: 68 961 Domare: Emidio Morganti (Italien) |
| 20:00 UTC+8 | 20:00 UTC+8 |           |                 |                          | Peking, Kina Publik: 68 961 Domare: Emidio Morganti (Italien) | Peking, Kina Publik: 68 961 Domare: Emidio Morganti (Italien) |
| 20:00 UTC+8 | 20:00 UTC+8 |           |                 |                          | Peking, Kina Publik: 68 961 Domare: Emidio Morganti (Italien) | Peking, Kina Publik: 68 961 Domare: Emidio Morganti (Italien) |

### 2010-talet
| 2010       | 21/08/2010 | Inter                                  | 3 – 1           | Roma                | Stadio Giuseppe Meazza                                 |                                                        |
| 20:45 CEST | 20:45 CEST | Goran Pandev 41′ Samuel Eto'o 70′, 80′ | (1 – 1) Rapport | John Arne Riise 21′ | Milano Publik: 65 860 Domare: Mauro Bergonzi (Italien) | Milano Publik: 65 860 Domare: Mauro Bergonzi (Italien) |
| 20:45 CEST | 20:45 CEST |                                        |                 |                     | Milano Publik: 65 860 Domare: Mauro Bergonzi (Italien) | Milano Publik: 65 860 Domare: Mauro Bergonzi (Italien) |
| 20:45 CEST | 20:45 CEST |                                        |                 |                     | Milano Publik: 65 860 Domare: Mauro Bergonzi (Italien) | Milano Publik: 65 860 Domare: Mauro Bergonzi (Italien) |

| 2011        | 06/08/2011  | AC Milan                                        | 2 – 1           | Inter               | Pekings Nationalstadion                                      |                                                              |
| 20:00 UTC+8 | 20:00 UTC+8 | Zlatan Ibrahimović 60′ Kevin-Prince Boateng 69′ | (0 – 1) Rapport | Wesley Sneijder 22′ | Peking, Kina Publik: 70 000 Domare: Nicola Rizzoli (Italien) | Peking, Kina Publik: 70 000 Domare: Nicola Rizzoli (Italien) |
| 20:00 UTC+8 | 20:00 UTC+8 |                                                 |                 |                     | Peking, Kina Publik: 70 000 Domare: Nicola Rizzoli (Italien) | Peking, Kina Publik: 70 000 Domare: Nicola Rizzoli (Italien) |
| 20:00 UTC+8 | 20:00 UTC+8 |                                                 |                 |                     | Peking, Kina Publik: 70 000 Domare: Nicola Rizzoli (Italien) | Peking, Kina Publik: 70 000 Domare: Nicola Rizzoli (Italien) |

| 2012            | 11/08/2012      | Juventus                                                                                  | 4 – 2 (e.fl.)  | Napoli                              | Pekings Nationalstadion                                              |                                                                      |
| 20:00 UTC+08:00 | 20:00 UTC+08:00 | Kwadwo Asamoah 37′ Arturo Vidal 74′ (str.) Christian Maggio 97′ (sjm.) Mirko Vučinić 101′ | (1 – 2, 2 – 2) | Edinson Cavani 27′ Goran Pandev 41′ | Peking, Kina Publik: 75 000 Domare: Paolo Silvio Mazzoleni (Italien) | Peking, Kina Publik: 75 000 Domare: Paolo Silvio Mazzoleni (Italien) |
| 20:00 UTC+08:00 | 20:00 UTC+08:00 |                                                                                           |                |                                     | Peking, Kina Publik: 75 000 Domare: Paolo Silvio Mazzoleni (Italien) | Peking, Kina Publik: 75 000 Domare: Paolo Silvio Mazzoleni (Italien) |
| 20:00 UTC+08:00 | 20:00 UTC+08:00 |                                                                                           |                |                                     | Peking, Kina Publik: 75 000 Domare: Paolo Silvio Mazzoleni (Italien) | Peking, Kina Publik: 75 000 Domare: Paolo Silvio Mazzoleni (Italien) |

| 2013  | 18/08/2013 | Juventus                                                                       | 4 – 0   | Lazio | Stadio Olimpico                                               |                                                               |
| 21:00 | 21:00      | Paul Pogba 23′ Giorgio Chiellini 52′ Stephan Lichtsteiner 54′ Carlos Tévez 56′ | (1 – 0) |       | Rom, Italien Publik: 57 000 Domare: Gianluca Rocchi (Italien) | Rom, Italien Publik: 57 000 Domare: Gianluca Rocchi (Italien) |
| 21:00 | 21:00      |                                                                                |         |       | Rom, Italien Publik: 57 000 Domare: Gianluca Rocchi (Italien) | Rom, Italien Publik: 57 000 Domare: Gianluca Rocchi (Italien) |
| 21:00 | 21:00      |                                                                                |         |       | Rom, Italien Publik: 57 000 Domare: Gianluca Rocchi (Italien) | Rom, Italien Publik: 57 000 Domare: Gianluca Rocchi (Italien) |

| 2014  | 22/12/2014 | Juventus | 2 – 2 (e.fl.)              | Napoli | Jassim Bin Hamad Stadium                                  |                                                           |
| 20:30 | 20:30      | Tévez 5′, 107′ | (1 – 0, 1 – 1)             | Higuaín 68′, 118′ | Doha, Qatar Publik: 14 000 Domare: Paolo Valeri (Italien) | Doha, Qatar Publik: 14 000 Domare: Paolo Valeri (Italien) |
| 20:30 | 20:30      | |                            | | Doha, Qatar Publik: 14 000 Domare: Paolo Valeri (Italien) | Doha, Qatar Publik: 14 000 Domare: Paolo Valeri (Italien) |
| 20:30 | 20:30      | Carlos Tévez Arturo Vidal Paul Pogba Claudio Marchisio Álvaro Morata Leonardo Bonucci Giorgio Chiellini Roberto Pereyra Simone Padoin | Straffsparksläggning 5 – 6 | Jorginho Faouzi Ghoulam Raúl Albiol Gökhan Inler Gonzalo Higuaín Walter Gargano Dries Mertens José Callejón Kalidou Koulibaly | Doha, Qatar Publik: 14 000 Domare: Paolo Valeri (Italien) | Doha, Qatar Publik: 14 000 Domare: Paolo Valeri (Italien) |

| 2015 | 08/08/2015 | Juventus                             | 2 – 0   | Lazio | Shanghai-stadion                            |                                             |
|      |            | Mario Mandžukić 69′ Paulo Dybala 73′ | (0 – 0) |       | Shanghai, Kina Domare: Luca Banti (Italien) | Shanghai, Kina Domare: Luca Banti (Italien) |
|      |            |                                      |         |       | Shanghai, Kina Domare: Luca Banti (Italien) | Shanghai, Kina Domare: Luca Banti (Italien) |
|      |            |                                      |         |       | Shanghai, Kina Domare: Luca Banti (Italien) | Shanghai, Kina Domare: Luca Banti (Italien) |

| 2016        | 23/12/2016  | Juventus                                                                    | 1 – 1 (e.fl.)              | AC Milan                                                             | Jassim Bin Hamad Stadium                                    |                                                             |
| 19:30 UTC+3 | 19:30 UTC+3 | Giorgio Chiellini 18′                                                       | (1 – 1)                    | Giacomo Bonaventura 38′                                              | Doha, Qatar Publik: 11 356 Domare: Antonio Damato (Italien) | Doha, Qatar Publik: 11 356 Domare: Antonio Damato (Italien) |
| 19:30 UTC+3 | 19:30 UTC+3 |                                                                             |                            |                                                                      | Doha, Qatar Publik: 11 356 Domare: Antonio Damato (Italien) | Doha, Qatar Publik: 11 356 Domare: Antonio Damato (Italien) |
| 19:30 UTC+3 | 19:30 UTC+3 | Claudio Marchisio Mario Mandžukić Gonzalo Higuaín Sami Khedira Paulo Dybala | Straffsparksläggning 3 – 4 | Gianluca Lapadula Giacomo Bonaventura Juraj Kucka Suso Mario Pašalić | Doha, Qatar Publik: 11 356 Domare: Antonio Damato (Italien) | Doha, Qatar Publik: 11 356 Domare: Antonio Damato (Italien) |

| 2017        | 13/08/2017  | Juventus                       | 2 – 3   | Lazio                                            | Stadio Olimpico                                            |                                                            |
| 20:45 UTC+2 | 20:45 UTC+2 | Paulo Dybala 85′, 90+1′ (str.) | (0 – 1) | Ciro Immobile 32′ (str.) Alessandro Murgia 90+3′ | Rom, Italien Publik: 52 000 Domare: Davide Massa (Italien) | Rom, Italien Publik: 52 000 Domare: Davide Massa (Italien) |
| 20:45 UTC+2 | 20:45 UTC+2 |                                |         |                                                  | Rom, Italien Publik: 52 000 Domare: Davide Massa (Italien) | Rom, Italien Publik: 52 000 Domare: Davide Massa (Italien) |
| 20:45 UTC+2 | 20:45 UTC+2 |                                |         |                                                  | Rom, Italien Publik: 52 000 Domare: Davide Massa (Italien) | Rom, Italien Publik: 52 000 Domare: Davide Massa (Italien) |

| 2018        | 16/01/2019  | Juventus              | 1 – 0   | Milan | King Adbullah Sports City                                       |                                                                 |
| 20:30 UTC+4 | 20:30 UTC+4 | Cristiano Ronaldo 61′ | (0 – 0) |       | Jidda, Saudiarabien Publik: 61 235 Domare: Luca Banti (Italien) | Jidda, Saudiarabien Publik: 61 235 Domare: Luca Banti (Italien) |
| 20:30 UTC+4 | 20:30 UTC+4 |                       |         |       | Jidda, Saudiarabien Publik: 61 235 Domare: Luca Banti (Italien) | Jidda, Saudiarabien Publik: 61 235 Domare: Luca Banti (Italien) |
| 20:30 UTC+4 | 20:30 UTC+4 |                       |         |       | Jidda, Saudiarabien Publik: 61 235 Domare: Luca Banti (Italien) | Jidda, Saudiarabien Publik: 61 235 Domare: Luca Banti (Italien) |

| 2019 | 22/12/2019 | Lazio                                                 | 3 – 1   | Juventus         | King Saud University Stadium                                              |                                                                           |
|      |            | Luis Alberto 16′ Senad Lulic 73′ Danilo Cataldi 90+4′ | (1 – 1) | Paulo Dybala 45′ | Riyadh, Saudiarabien Publik: 23 361 Domare: Gianpaolo Calvarese (Italien) | Riyadh, Saudiarabien Publik: 23 361 Domare: Gianpaolo Calvarese (Italien) |
|      |            |                                                       |         |                  | Riyadh, Saudiarabien Publik: 23 361 Domare: Gianpaolo Calvarese (Italien) | Riyadh, Saudiarabien Publik: 23 361 Domare: Gianpaolo Calvarese (Italien) |
|      |            |                                                       |         |                  | Riyadh, Saudiarabien Publik: 23 361 Domare: Gianpaolo Calvarese (Italien) | Riyadh, Saudiarabien Publik: 23 361 Domare: Gianpaolo Calvarese (Italien) |

### 2020-talet
| 2020  | 20/01/2021 | Juventus                                  | 2 – 0   | Napoli | Mapei Stadium – Città del Tricolore                                  |                                                                      |
| 21:00 | 21:00      | Cristiano Ronaldo 64′ Álvaro Morata 90+5′ | (0 – 0) |        | Reggio nell'Emilia, Italien Publik: 0 Domare: Paolo Valeri (Italien) | Reggio nell'Emilia, Italien Publik: 0 Domare: Paolo Valeri (Italien) |
| 21:00 | 21:00      |                                           |         |        | Reggio nell'Emilia, Italien Publik: 0 Domare: Paolo Valeri (Italien) | Reggio nell'Emilia, Italien Publik: 0 Domare: Paolo Valeri (Italien) |
| 21:00 | 21:00      |                                           |         |        | Reggio nell'Emilia, Italien Publik: 0 Domare: Paolo Valeri (Italien) | Reggio nell'Emilia, Italien Publik: 0 Domare: Paolo Valeri (Italien) |

| 2021  | 12/01/2022 | Inter                                             | 0000 2 – 1 (e.fl.) | Juventus            | San Siro                                                        |                                                                 |
| 21:00 | 21:00      | Lautaro Martínez 35′ (str.) Alexis Sánchez 120+1′ | (1 – 1)            | 25′ Weston McKennie | Milano, Italien Publik: 29 696 Domare: Daniele Doveri (Italien) | Milano, Italien Publik: 29 696 Domare: Daniele Doveri (Italien) |
| 21:00 | 21:00      |                                                   |                    |                     | Milano, Italien Publik: 29 696 Domare: Daniele Doveri (Italien) | Milano, Italien Publik: 29 696 Domare: Daniele Doveri (Italien) |
| 21:00 | 21:00      |                                                   |                    |                     | Milano, Italien Publik: 29 696 Domare: Daniele Doveri (Italien) | Milano, Italien Publik: 29 696 Domare: Daniele Doveri (Italien) |

Noteringar
1. ↑  Tvåa i Coppa Italia 1994/1995
2. ↑  Tvåa i Coppa Italia 1999/2000
3. ↑  Tvåa i Coppa Italia 2005/2006
4. ↑  Tvåa i Coppa Italia 2009/2010

## Tabell över segrare
| Klubb      | Antal vinster | Segrande år                                          | År på andraplats                               |
| ---------- | ------------- | ---------------------------------------------------- | ---------------------------------------------- |
| Juventus   | 9             | 1995, 1997, 2002, 2003, 2012, 2013, 2015, 2018, 2020 | 1990, 1998, 2005, 2014, 2016, 2017, 2019, 2021 |
| AC Milan   | 7             | 1988, 1992, 1993, 1994, 2004, 2011, 2016             | 1996, 1999, 2003, 2018, 2022                   |
| Inter      | 8             | 1989, 2005, 2006, 2008, 2010, 2021, 2022 2024        | 2000, 2007, 2009, 2011                         |
| Lazio      | 5             | 1998, 2000, 2009, 2017, 2019                         | 2004, 2013, 2015                               |
| Roma       | 2             | 2001, 2007                                           | 1991, 2006, 2008, 2010                         |
| Napoli     | 2             | 1990, 2014                                           | 2012, 2020                                     |
| Parma      | 1             | 1999                                                 | 1992, 1995, 2002                               |
| Sampdoria  | 1             | 1991                                                 | 1988, 1989, 1994                               |
| Fiorentina | 1             | 1996                                                 | 2001                                           |